# Zonocryptus areolatus
Zonocryptus areolatus är en stekelart som först beskrevs av James Waterston 1927.  Zonocryptus areolatus ingår i släktet Zonocryptus och familjen brokparasitsteklar. Inga underarter finns listade i Catalogue of Life.